# Liste der Monuments historiques in Izon (Gironde)
Die Liste der Monuments historiques in Izon (Gironde) führt die Monuments historiques in der französischen Gemeinde Izon auf.

## Liste der Bauwerke
| Bezeichnung      | Beschreibung                  | Standort | Kennzeichnung | Schutzstatus | Datum | Bild           |
| ---------------- | ----------------------------- | -------- | ------------- | ------------ | ----- | -------------- |
| Schloss Anglade  | Erbaut im 18. Jahrhundert     | (Lage)   | PA00083573    | Inscrit      | 1965  | weitere Bilder |
| Kirche St-Martin | Erbaut im 11./12. Jahrhundert | (Lage)   | PA00083574    | Inscrit      | 1925  | weitere Bilder |

## Liste der Objekte
| Bezeichnung                                                   | Beschreibung                                     | Standort                       | Kennzeichnung | Schutzstatus | Datum | Bild           |
| ------------------------------------------------------------- | ------------------------------------------------ | ------------------------------ | ------------- | ------------ | ----- | -------------- |
| Glocke                                                        | Bronze, 1698 gegossen                            | in der Kirche St-Martin (Lage) | PM33000548    | Classé       | 1942  |                |
| Halbrelief Letztes Abendmahl                                  | Kalkstein, teilweise vergoldet, 17. Jahrhundert  | in der Kirche St-Martin (Lage) | PM33001851    | Inscrit      | 2000  |                |
| Kanzel                                                        | Stein und Holz, 17. Jahrhundert                  | in der Kirche St-Martin (Lage) | PM33001916    | Inscrit      | 2002  | weitere Bilder |
| Bas-Relief: L'Annonciation, la Nativité et la Fuite en Egypte | Kalkstein, bemalt und vergoldet, 17. Jahrhundert | in der Kirche St-Martin (Lage) | PM33001850    | Inscrit      | 2000  |                |